# サプフィール (国境警備艦)
サプフィール(ロシア語:Сапфирサプフィール)は、ソ連・ロシア連邦の国境警備艦(Пограничный сторожевой корабль)である。艦名は「サファイア」の意味。

## 概要
1976年6月17日、ソ連国家保安委員会(KGB)の1124-P 設計によって建造される工場番号第776号艦がサプフィールとしてKGBの海上国境局に登録された。1977年5月4日には、サプフィールはタタール自治ソヴィエト社会主義共和国のA・M・ゴーリキイ記念ゼレノドーリスク造船所で起工された。翌1978年1月31日には進水、この年の春には内水システムを経由してバレンツ海・コーラ湾に面したムールマンスク州クフシーンスカヤ・サルマに引き渡された。サプフィールは同地において海上公試を実施され、同年7月31日に試験が終了すると、北方国境警備艦軍事管区北西国境警備管区に配備された。
サプフィールは200海里排他的経済水域の警備任務に就き、コーラ半島周辺のバレンツ海で行動している。ソビエト連邦の崩壊後は所属がロシア国境軍に変更された。1998年5月29日には売却・解体のために除籍された。